# Zsenik és riválisok
A Zsenik és riválisok (American Genius) nyolc részes, 2015-ben bemutatott amerikai ismeretterjesztő tévéfilmsorozat.
A sorozat az Egyesült Államok történelmének, technika- és tudománytörténetének híres és közismert riválisait, két epizódban híres tudósokhoz köthető amerikai és külföldi kutatócsoportok vetélkedésének történetét veszi sorra.

## Epizódok
(Zárójelben az eredeti sorszám, cím és bemutató dátuma. Látható, hogy az amerikai premiernél sem követték az eredeti gyártói sorszámozást, sorrendet mint ahogyan a hazai sem.)
1. Colt és Wesson, 2015. szeptember 28. (4. Colt vs. Wesson, 2015. június 15.)
Samuel Colt feltaláló úttörő szerepet játszott a könnyen kezelhető, többlövetű kézi lőfegyverek területén. Szabadalmai gyártására sikeres vállalatot alapított. Miután Colt szabadalma 1856-ban lejárt, Wessonék cége is beszállhatott a forgótáras ismétlő fegyver fejlesztésébe és gyártásába. Versengésük forradalmasította a lőfegyveripart.
2. Edison és Tesla, 2015. szeptember 29. (8. Edison vs Tesla, 2015. június 22.)
A villamosipar hajnala két meghatározó mérnök zsenijének kapcsolata a kezdetektől sem volt felhőtlen, amikor Nikola Tesla még Edison alkalmazottja volt. De kifejezetten ellenséges lett a viszonyuk, amikor Tesla Edisonnal ellentétben a váltakozóáramú hálózat kialakítását szorgalmazta mint egyedüli gazdaságos megoldást Edison egyenáramú hálózatával szemben. Edison válaszlépései néha jóval túlmentek az etikátlanság határán.
3. Hearst és Pulitzer, 2015. szeptember 30. (3. Hearst vs. Pulitzer, 2015. június 8.)
William Randolph Hearst és Joseph Pulitzer újságcézárok között a XIX. század végén élesedett ki az elsőségért folytatott verseny mikor Hearst megvásárolta a The New York Journal-t. Ettől kezdve versenyt futottak a friss szenzációkért és esetenként kemény árversenybe is keveredtek. Sajtóbirodalmuk egyre több lappal bővült. Eközben nem csak a bulvársajtót teremtették meg, de számtalan korrupciós és egyéb negatív jelenségről is lerántották a leplet.
4. Wright fivérek és Curtiss, 2015. október 1. (2. Wright Brothers vs. Curtiss, 2015. június 1.)
A repülés úttörőinek, a Wright testvérek és Glenn Curtiss küzdelme az elsőségért a légi közlekedés technológiájának és teljesítményének a fejlesztésében.
5. Farnsworth és Sarnoff, 2015. október 2. (5. Farnsworth vs. Sarnoff, 2015. június 8.)
David Sarnoff az RCA vezére éveken keresztül harcolt a televízió valódi feltalálójával, Philo Farnsworth-szel, hogy találmányát ne hasznosíthassa. Így a televízió csak a világháborút követően, Farnsworth szabadalmának lejárta után indulhatott hódító útjára.
6. Oppenheimer és Heisenberg, 2015. október 5. (6. Oppenheimer vs Heisenberg, 2015. június 22. r.: Rick Lopez, n: Jeff Wilburn)
Robert Oppenheimer az amerikai, Werner Heisenberg a német atomprogram vezetője volt. Az amerikaiak az első atombomba sikeres tesztje előtt értesültek róla a Németországban erre odaküldött katonai egységtől, hogy a németek a közelébe se jutottak atomfegyver előállításnak. A fogságba esett Heisenberg egyik elejtett megjegyzéséből pedig az derült ki, hogy ő eleve lehetetlennek hitte bevethető méretű atomfegyver létrehozását.
7. Az űrverseny, 2015. október 6. (7. Space Race, 2015. június 15.)
A hidegháborús időszak békésebb de annál élesebb vetélkedésének célja volt az űr meghódítása. A szovjet űrkutatás vezetője Szergej Koroljov, az amerikaié Wernher von Braun volt. A szovjet űrprogram a kezdetektől néhány hónapos előnyre tett szert, ami állandósulni látszott. Ekkor Kennedy elnök mindenki számára meglepő bejelent tettː az Egyesült Államok még az évtized vége előtt embert küld a Holdra.
8. Jobs és Gates, 2015. október 7. (1. Jobs vs. Gates, 2015. június 1.)
Steve Jobs és Bill Gates, a számítástechnika két meghatározó egyéniségének életútjában számos párhuzam fedezhető fel, de jelentős különbségek is. Mindketten egészen fiatal koruk óta érdeklődtek a számítógépek iránt, és bárki számára hozzáférhető  otthoni számítógépről álmodoztak. Jobs a személyi számítógépek gyártására, Gates az ezekhez szükséges szoftverek írására alapított kisvállalkozást, amelyek Apple illetve Microsoft néven nemzetközi óriásvállalatokká növekedtek.

## Hasonló
- Lauda és Hunt – Egy legendás párbaj (Hunt vs Lauda: F1's Greatest Racing Rivals, angol dokumentumfilm, 2013, rendezte: Matthew Whiteman)
- Hollywoodi riválisok (Hollywood Rivals, 22 részes amerikai ismeretterjesztő tévéfilmsorozat, 2001)
- Riválisok (Rivals, angol dokumentumfilm sorozat, 2004, rendezte: Alex Dunlop)
- Híres párharcok[3] (Duels, francia ismeretterjesztő tévéfilmsorozat, 2014-2016)
- Szemtől szemben (Face to Face, francia ismeretterjesztő tévéfilmsorozat, 2014)
- A világ legnagyobb ellenfelei (World's Greatest Head-to-Heads, angol ismeretterjesztő tévéfilmsorozat, 2017, rendezte: Kelly Cates) A sorozat az elmúlt évtizedek legjobb futball játékosait hasonlítja össze a jelenkor legjobbjaival.